# Ezerszög

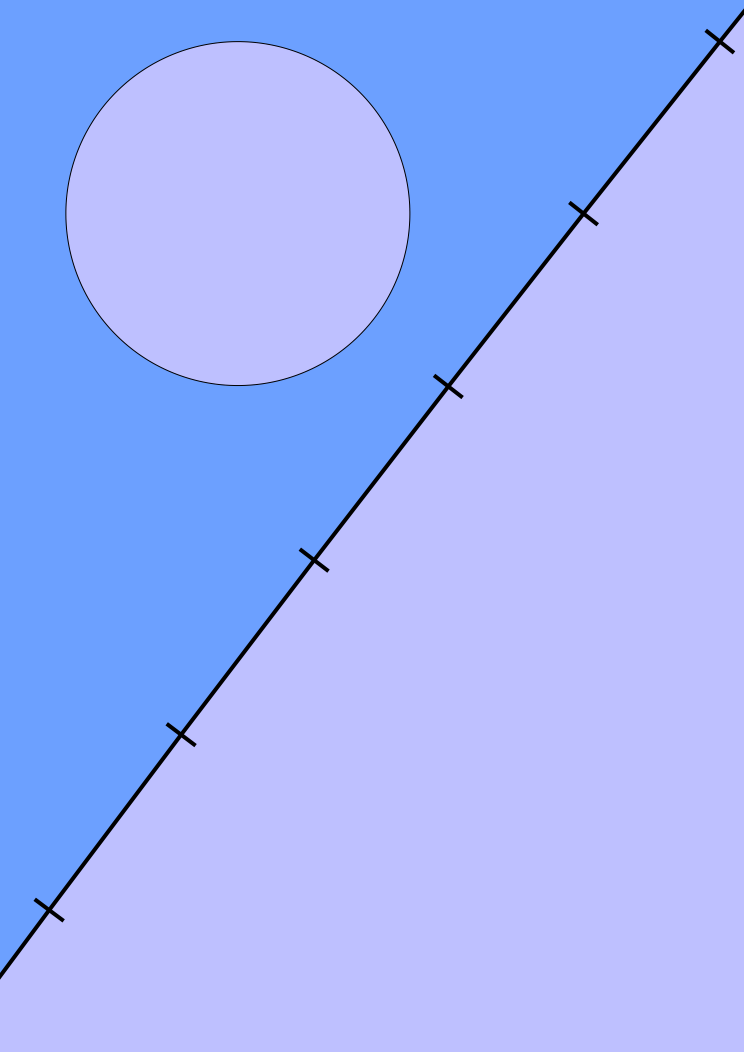
Az ábra felső részén látható teljes szabályos ezerszög szabad szemmel nem különböztethető meg a körtől. Az alsó rész kétszázszoros nagyításban mutatja az ezerszög egy részletét.

A geometriában az ezerszög egy ezeroldalú sokszög. 

## Alapvető tulajdonságok
A szabályos ezerszög csúcsait a körülírt kör középpontjával összekötve az ezerszöget ezer darab egyenlőszárú háromszögre bontjuk. Az ezer háromszög belső szögeinek összege 180 000 fok. Ezekből a középpontnál fekvő szögek összege nyilván éppen 360 fok; a fennmaradó 179 640 fok éppen az ezerszög belső szögeinek összege. Ennek alapján egyetlen belső szög ennek az összegnek az ezredrésze, tehát a szabályos ezerszög belső szögei 179,64 fokosak.
Az a élhosszúságú szabályos n-szög területére ismert képlet n=1000 esetben a következőt adja:
{\displaystyle A=250a^{2}\mathrm {ctg} {\frac {\pi }{1000}}\simeq 79577,2\,a^{2}}
Ez az érték a körülírt kör területétől kevesebb mint 0,0004 százalékkal tér el.

## Szerkeszthetőség
Mivel 1,000 = 23 × 53, a szabályos ezerszög nem szerkeszthető meg körző és vonalzó segítségével.  Megszerkeszthető azonban neuszisz szerkesztéssel vagy szögharmadoló eszköz segítségével.

## A filozófiában
René Descartes az ezerszöget példaként használja hatodik meditációjában, hogy bemutassa a különbséget a tiszta intellektus és a képzelet között. Azt mondja, hogy amikor az ember egy ezerszögre gondol, "nem képzeli el az ezer oldalt, vagy látja maga előtt, mintha szemeivel nézné" – mint amikor például elképzeli a háromszöget. 
A képzelet épít egy "zavart ábrázolást", amely nem különbözik attól, mint ahogy egy tízezerszöget megjelenít (sokszög tízezer oldallal). 
Azonban ő egyértelműen érti, hogy mi az az ezerszög, ahogy azt is, hogy mi az a háromszög, és képes megkülönböztetni a tízezerszögtől. Ezért az értelem nem függ a képzelettől. Descartes állítja, hogy képes szórakoztatni világos és különálló ötletekkel, miket a képzelet nem tud felfogni. 
Pierre Gassendi filozófus, Descartes kortársa, kritizálta ezt az értelmezést. Ő úgy gondolta, hogy sokkal inkább elképzelni, mint érteni lehet az ezerszöget. Ugyan felfogja, hogy a sokszögnek ezer szöge van, de ez csak a szó jelentése; és nem következik belőle, hogy jobban megérted, mint a róla rajzolt képet.
Az ezerszög példájára más filozófusok is hivatkoznak, mint például Immanuel Kant. 
David Hume szerint lehetetlen, hogy a szem lássa, hogy egy ezerszög, hogy szögeinek összege egyenlő 1996 derékszöggel, vagy hogy támogassa azt a sejtést, hogy körülbelül ennyi.
Gottfried Leibniz kommentálja azt, hogy John Locke hogyan használja az ezerszöget. Kommentárjában megjegyzi, hogy valakinek lehet ideája egy sokszögről, anélkül, hogy tudná, hogyan néz ki. Emiatt különbséget kell tenni képek és ideák között.
Henri Poincaré az ezerszöggel érvel amellett, hogy az intuíció nem feltétlenül az érzékek bizonyítékán alapul, mert nem tudunk magunk elé képzelni egy ezerszöget, és mégis intuitívan úgy érvelünk, mint a sokszögekről általában, amely magában foglalja az ezerszöget is, adott esetként.
Roderick Chisholm és más 20. századi filozófusok Descartes ezerszög példája által megihletve hasonló példákat használtak, hogy hasonló észrevételeket tegyenek. Talán a leghíresebb ezek közül Chisholm "foltos tyúkja", melyet el lehet képzelni anélkül, hogy pontosan meghatároznánk, hány foltja van.

## Szimmetriája

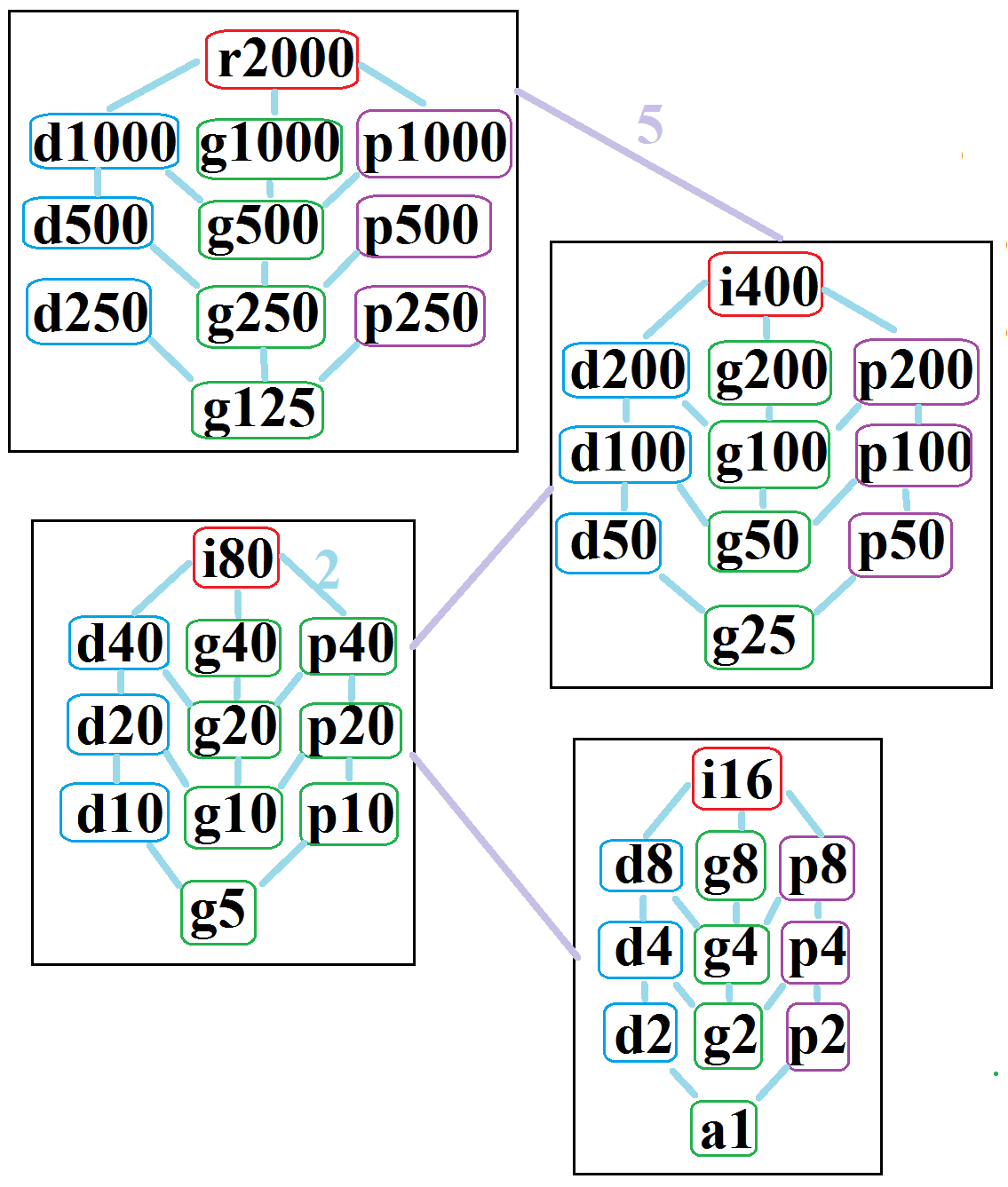
A szabályos ezerszög szimmetrioacsoportjának részcsoportjai. A világoskék vonalak a 2 indexű részcsoportokat mutatják. A 4 dobozolt részgráf helyzetük szerint az 5 indexű részcsoportokat jelzik

Az ezerszög szimmetriacsoportja a 2000 elemű D1000 diédercsoport. Ennek 15 diéderes részcsoportja van: D500, D250, D125, D200, D100, D50, D25, D40, D20, D10, D5, D8, Dih4, D2, és D1. Ciklikus részcsoportjainak száma 16: Z1000, Z500, Z250, Z125, Z200, Z100, Z50, Z25, Z40, Z20, Z10, Z5, Z8, Z4, Z2, és Z1
John Conway típusuk szerint megcímkézte a szabályosnál kevésbé szimmetrikus sokszögeket. A d (diagonal) a csúcsok, p (perpendicular) az oldalak, i a csúcsok és oldalak, g  a forgásszimmetria megőrzését jelöli. Az a1 a nem szimmetrikus sokszögek jele. Mindezek lehetővé teszik szabadságfokok definiálását ezerszögek számára is. A g1000 halmaz merev, viszont tekinthető az élek irányításának.

## Chiliagram
A chiliagram csillagezerszög. A szabályos formák száma 199, melyek Schläfli-szimbóluma {1000/n}, ahol n egy 2 és 500 közötti egész, ami relatív prím 1000-hez, azaz nem osztható annak prímosztóinak, kettőnek és ötnek egyikével sem. A maradék 300 esetben ehelyett csillagalakzatok vannak.
Például a szabályos {1000/499} chiliagram 1000 éle majdnem radiális. Egy belső szög 0,36 fokos.
|  | A központi rész moiré-alakzatokkal |

## Fordítás
- Ez a szócikk részben vagy egészben  a   Chiliagon című angol Wikipédia-szócikk fordításán alapul.  Az eredeti cikk szerkesztőit annak laptörténete sorolja fel. Ez a jelzés csupán a megfogalmazás eredetét és a szerzői jogokat jelzi, nem szolgál a cikkben szereplő információk forrásmegjelöléseként.